# Scincella vandenburghi
Espèce
Synonymes
- Leiolopisma vandenburghi Schmidt, 1927

Statut de conservation UICN

 LC  : Préoccupation mineure
Scincella vandenburghi est une espèce de sauriens de la famille des Scincidae.

## Répartition

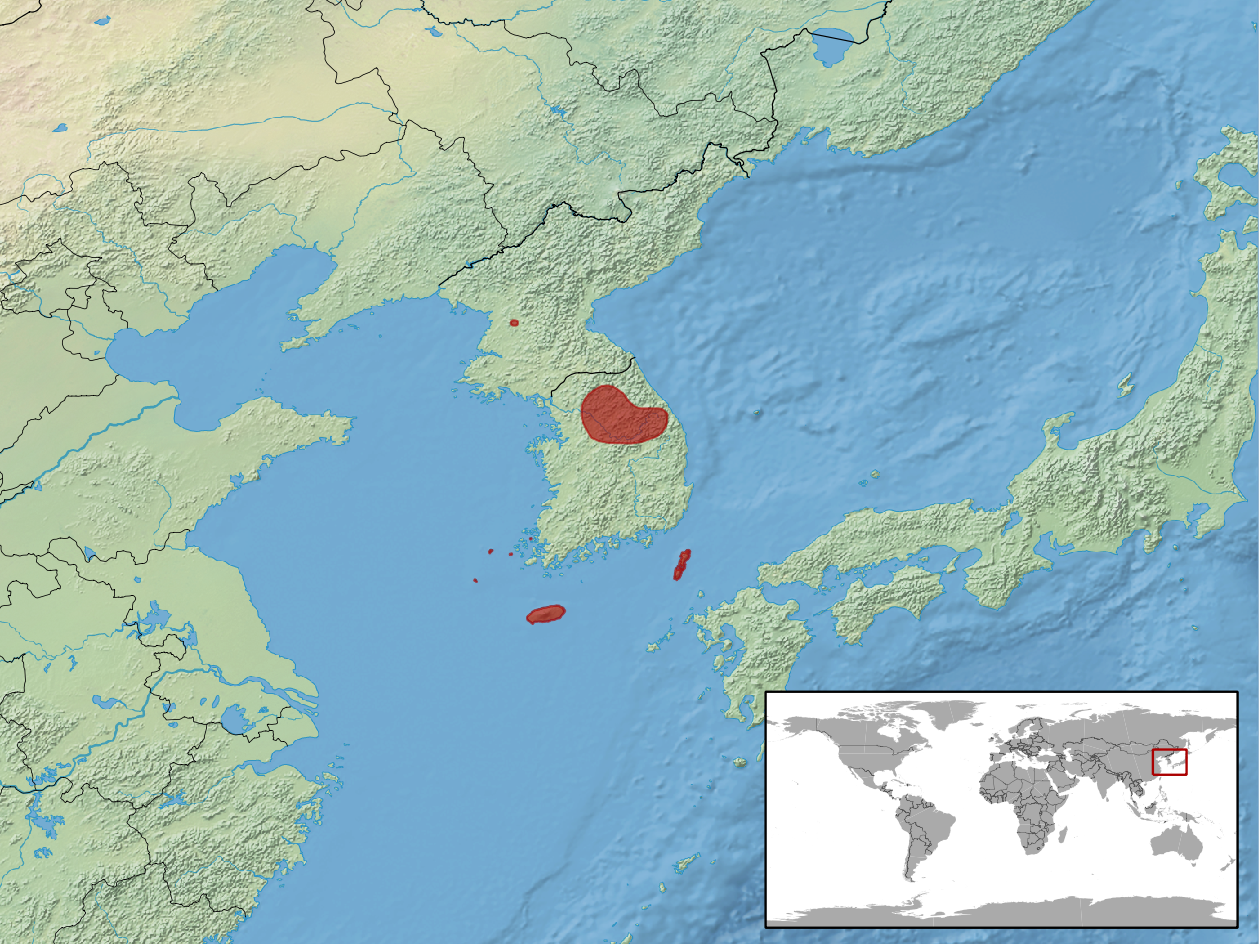
Répartition de l'espèce.

Cette espèce es rencontre sur l'île Tsushima au Japon et en Corée.

## Étymologie
Cette espèce est nommée en l'honneur de John Van Denburgh.

## Publication originale
- Schmidt, 1927 : Notes on Chinese reptiles. Bulletin of the American Museum of Natural History, vol. 54, no 4, p. 467-551 (texte intégral).